# Бондаренко Федір Макарович
Бондаренко Федір (Хведір) Макарович (7 лютого 1896, Носачів — ?) — український військовий, інженер-лісівник; козак Армії УНР.
Відповідно до українського законодавства є борцем за незалежність України у ХХ столітті.

## Біографія
Федір Бондаренко народився в сім'ї Макара і Ганни Бондаренків. Закінчив 2-класну школу (1910), гімназію ім. Тараса Шевченка (т. Каліш, 23.03.1924) та лісовий відділ агрономічно-лісового факультету УГА (Подєбради, 12.04.1930). В українській армії — від 1918 року до часу її інтернування (безперервно). Батьки в 1924 році жили в Носачеві, а Федір у жовтні 1932 року проживав Братиславі по вулиці Добшинській, № 22.
Подальша доля невідома.